# Centrale de Beauharnois
Pour les articles homonymes, voir Beauharnois.
La centrale de Beauharnois est une centrale hydroélectrique au fil de l'eau construite sur le canal de Beauharnois, dans le secteur Melocheville de la ville de Beauharnois, à une quarantaine de kilomètres à l'ouest de Montréal. Ses 36 groupes turbines-alternateurs sont alimentés en eau par le canal de Beauharnois aménagé à cet effet entre 1929 et 1932. La puissance installée s'élève à 1 903 mégawatts, ce qui la fait figurer au cinquième rang des centrales d'Hydro-Québec.
Acquise par Hydro-Québec lors de la première nationalisation de l'électricité au Québec en 1944, la centrale de Beauharnois a été construite en trois phases entre 1929 et 1961. Elle partage ses eaux avec la voie maritime du Saint-Laurent, qui a été inaugurée en 1959. Elle est désignée lieu historique national du Canada en 1990.

## Historique

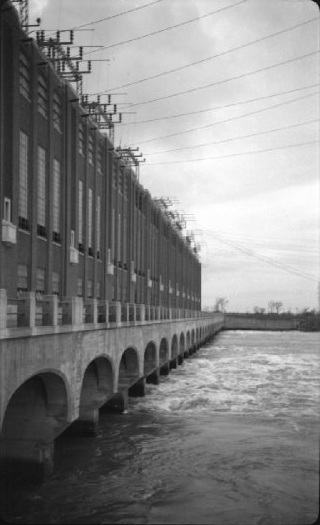
Centrale de Beauharnois en 1941.

Le site de ce qui deviendra la Centrale de Beauharnois a d'abord été concédé en 1729 par le roi Louis XV au marquis Charles de La Boische, marquis de Beauharnois, quinzième gouverneur de la Nouvelle-France (PRÉCISION: La seigneurie est concédée à Charles et à son frère Claude de Beauharnois de Beaumont. Voir acte de concession, 12 avril 1729, Bibliothèque et archives Canada, Lower Canada Papers, RG 1, L3, vol. 39 ). La concession comportait le droit de capter l'énergie d'une petite chute de la rivière Saint-Louis et l'autorisation de dévier le cours du fleuve Saint-Laurent pour maintenir le débit des chutes, mais le gouverneur ne mit jamais ces projets à exécution (ERREUR: Il n'est nullement question du droit de capter l'énergie d'une petite chute de la rivière St-Louis et d'une autorisation de dévier son cours.  À vrai dire, le nom de la rivière St-Louis et de ses chutes n'apparaissent nulle part dans l'acte de concession. Voir acte de concession, 12 avril 1729, Bibliothèque et archives Canada, Lower Canada Papers, RG 1, L3, vol. 39 ) .
Avant la construction de Beauharnois, trois centrales ont utilisé la puissance hydraulique des rapides du cours normal du fleuve dans ce secteur, les rapides de Coteau, à la sortie du lac Saint-François, les rapides des Cèdres et les rapides des Cascades, qui se jettent dans le lac Saint-Louis. Ce potentiel a été exploité dès 1901 aux rapides des Cèdres, avec la mise en service d'une centrale comportant quatre groupes d'une puissance totale de 10 MW par la Provincial Light, Heat & Power. Cette centrale a été démolie en 1930, après avoir subi un incendie.
La seconde centrale, connue sous le nom de centrale de Saint-Timothée, est installée en face de la première. D'une puissance de 15 MW, elle a été construite par la Canadian Light and Power Company entre 1906 et 1911. Elle a été rachetée par Hydro-Québec en 1949 pour être fermée parce qu'elle ne permettait pas une exploitation satisfaisante. L'équipement de la centrale a été utilisé afin de construire une centrale temporaire destinée au chantier des deux centrales de la Bersimis.
La troisième centrale, la centrale des Cèdres, construite en 1914, a été acquise par Hydro-Québec lors de la nationalisation de la Montreal Light, Heat and Power en 1944. Elle est toujours en service de nos jours.

## Construction

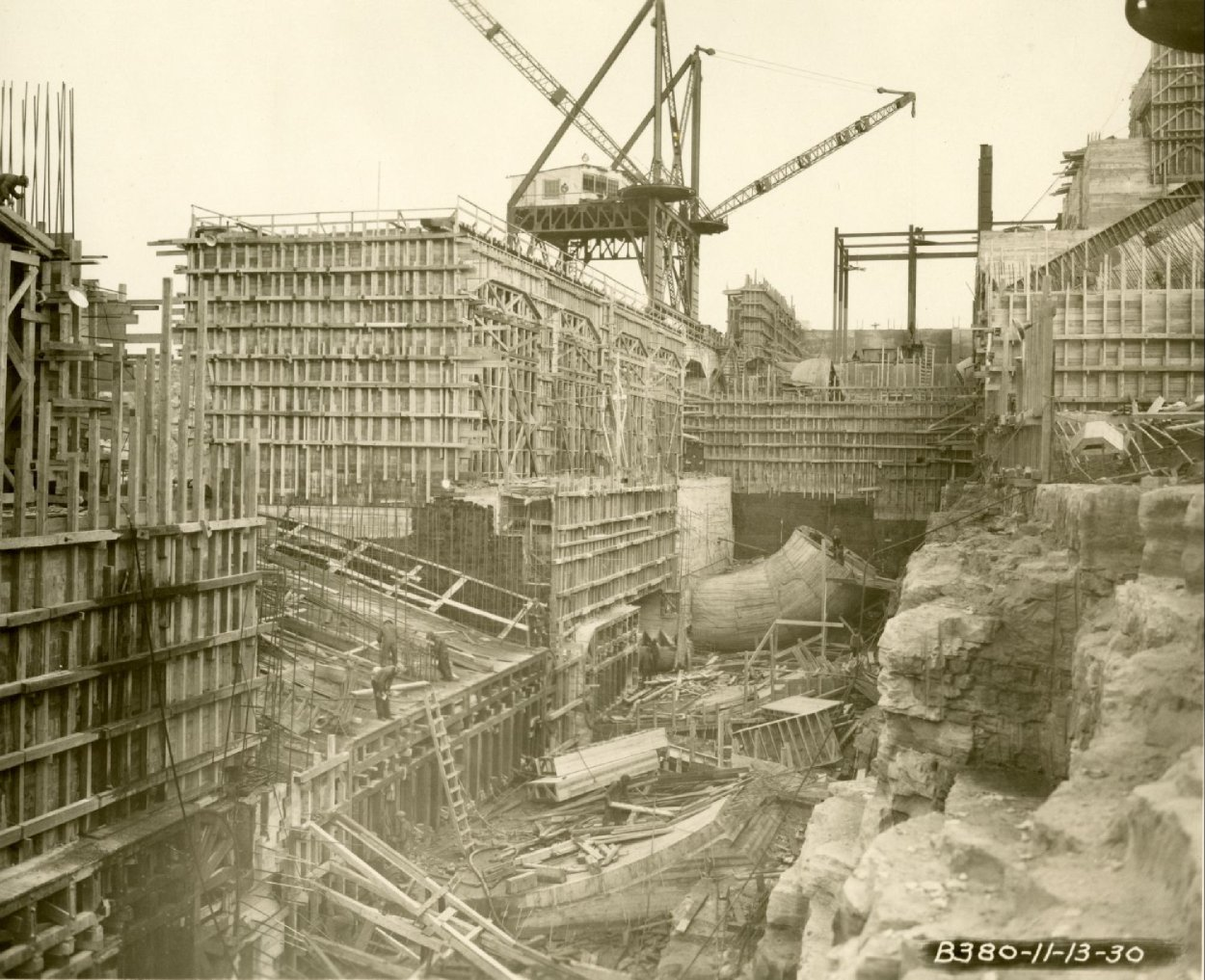
Construction de la première phase de la centrale de Beauharnois, en 1930.

La centrale est construite dans un tronçon du fleuve Saint-Laurent, qui s'étend entre le lac Saint-François et le lac Saint-Louis, qui comporte une dénivellation de 24 m. La centrale comporte un barrage à la sortie du lac Saint-François ainsi qu'un canal sur la rive sud qui amène l'eau jusqu'à la centrale, construite aux rapides des Cascades, qui se jettent dans le lac Saint-Louis.
Les travaux de construction de la centrale sont lancés le 12 octobre 1929 avec deux cérémonies. La première est présidée à Valleyfield par le nonce apostolique, monseigneur Andrea Cassulo. La seconde, tenue une heure plus tard à l'autre bout du canal, est présidée par le gouverneur général du Canada, Lord Willingdon.
La construction du canal constitue la principale tâche à accomplir, compte tenu du fait que le fleuve en aval des rapides de Soulanges n'est pas propice à la construction d'un aménagement hydroélectrique. Le canal long de 26 kilomètres et large d'un kilomètre est creusé au sud de l'ancien canal de Beauharnois par une drague spécialement conçue pour cette tâche, le R.O. Sweezey. Le nom de cette drague est donné après le nom de l'ingénieur en chef de projet du Canal de Beauharnois, Robert Oliver Sweezy.
Les travaux de construction de la première phase sont complétés en 1932 avec la mise en service de six turbines, dont deux auxiliaires, les dix turbines suivantes ayant été mis graduellement en service en fonction des besoins entre 1935 et 1941. La seconde étape de la construction s'est déroulée de 1948 jusqu'à 1951. La construction de la troisième et dernière phase de la centrale s'est déroulée de 1956 jusqu'à 1961.

## Scandale de la Beauharnois
La construction de la première phase de la centrale est marquée par le scandale de la Beauharnois, qui a un grand retentissement sur les scènes politiques québécoise et surtout canadienne, « les trustards — ceux de l'énergie électrique surtout — eurent leur procès dans les journaux et sur les tréteaux; les politiciens se firent coller leurs pots-de-vin sur le nez, au vu et au su de tout le monde. »
Au niveau fédéral, des enquêtes publiques de la Chambre des communes et du Sénat mettent au jour des pots-de-vin de plus de 700 000 dollars versés par les promoteurs aux caisses électorales des partis libéral du Canada et libéral du Québec afin d'obtenir les autorisations nécessaires pour dériver les eaux du fleuve Saint-Laurent, prérequis essentiel pour engager les travaux.
Le scandale entraîne un aveu du premier ministre William Lyon Mackenzie King et contribue à la défaite de son gouvernement libéral et son remplacement par les conservateurs de Richard Bedford Bennett à l'élections fédérales de 1931. Au Québec, la campagne politique de 1931 est « violente » mais connaît son dénouement par « une éclatante victoire... du ministère Taschereau, réélu pour un troisième terme. »

## Agrandissements
La centrale est acquise par Hydro-Québec lors de la nationalisation de la Montreal Light, Heat and Power avec les centrales des Cèdres, Rivière-des-Prairies et de Chambly. Très rapidement, la société d'État québécoise décide de mettre en chantier la deuxième phase, qui comportera 12 turbines, en raison de la forte croissance de la demande dans l'après-guerre. Les travaux débuteront en 1949 et les premières turbines supplémentaires entreront en fonction en 1951. La mise en service du dernier groupe aura lieu deux ans plus tard, en 1953.
Quelques années plus tard, Hydro-Québec profitera de la construction de la voie maritime du Saint-Laurent pour installer 10 groupes supplémentaires, qui porteront la puissance installée de la centrale à 1 574 260 kilowatt lors de la fin des travaux, en 1961.

### Modernisation
En 1994, Hydro-Québec lance un programme de réhabilitation et de modernisation de la centrale de Beauharnois et des barrages sur le Saint-Laurent. La réhabilitation de l'ouvrage, qui devrait être complété en 2016, permettra d'améliorer la productivité de l'ouvrage et de réaliser des gains de puissance. Dans son rapport annuel 2002, l'entreprise estimait l'ensemble des travaux à 1,5 milliard de dollars. Ainsi, la puissance installée de Beauharnois, qui était de  1 673 MW en 1995, est passée à  1 755 MW en 2007 et à 1 903 MW en 2008,
La centrale de Beauharnois est encore en 2022 l'une des plus puissantes centrales du type fil de l'eau (sans véritable réservoir). Dans le réseau de production Hydro-Québec, elle est cinquième par la puissance.